# Lopheros aritai
Lopheros aritai is een keversoort uit de familie netschildkevers (Lycidae). De wetenschappelijke naam van de soort werd in 1968 gepubliceerd door Sato & Ohbayashi.